# Бондарчук Юрій
Юрій Бондарчук — український музикант з Житомира, колишній фронтмен скрімо-гурту oh, deer! та учасник проєкту Резидент, що працює у жанрах спокен-ворд та гіп-гоп.

## Історія
Влітку 2018 року Юрій Бондарчук розпочав сольну кар'єру і презентував ЕР «Вдень і вночі».
21 вересня вийшов дебютний альбом «Чорне дзеркало». Над музикою працював Сергій Воронов з гурту Джозерс.
У червні 2019-го випустив новий реліз «Екзиль» за участю багатьох музикантів — Маріша Вольних, Ницо Потворно, Аркадій Зимбицький, Zapaska, Джозерс.
У квітні 2020 року вийшов новий мініальбом «Про що ми насправді говоримо, коли говоримо про любов». У альбомі окрім наскрізної теми плинності часу Юрій Бондарчук переспівує «Заповіт» Тараса Шевченка на сучасний лад.

## Дискографія
- 2018 — «Вдень і вночі» (ЕР)
- 2018 — «Тренди» (сингл)
- 2018 — «Чорне дзеркало»
- 2019 — «Екзиль»
- 2019 — «Дефейсмент» (сингл)
- 2020 — «Про що ми насправді говоримо, коли говоримо про любов»
- 2020 — «Арсен Аваков» (сингл)
- 2020 — «Пісня 551» (сингл)
- 2021 — «Буду вдячний за репост» (сингл)
- 2021 — «Українська смерть» (ЕР)